# ريكا هيراكي
ريكا هيراكي (باليابانية: 平木理化) مواليد 6 ديسمبر 1971 في بيروت، هي لاعبة كرة مضرب يابانية تلعب باليد اليمنى. هي إحدى بطلات الجراند سلام. أعلى تصنيف لها في الفردي كان المركز الـ 72 في سنة 1997.

## بطولات حققتها
- دورة رولان غاروس الدولية

## النهائيات

### الزوجي المختلط: (الألقاب 1)
| الحصيلة | السنة | البطولة        | الأرضية | الشريك       | المنافس في النهائي         | النتيجة في النهائي |
| ------- | ----- | -------------- | ------- | ------------ | -------------------------- | ------------------ |
| الفوز   | 1997  | فرنسا المفتوحة | ترابية  | ماهيش بوباثي | باتريك غالبريث ليزا ريموند | 6–4, 6–1           |

## روابط خارجية
- ريكا هيراكي على موقع رابطة محترفات التنس (الإنجليزية)
- ريكا هيراكي على موقع الاتحاد الدولي لكرة المضرب (الإنجليزية)
- ريكا هيراكي على موقع كأس بيلي جين كينغ (الإنجليزية)
- ريكا هيراكي على موقع بطولة ويمبلدون (الإنجليزية)
- ريكا هيراكي على موقع خلاصة التنس.كوم (الإنجليزية)